# Дзен естетика
Уникалният интегриран културен комплекс на Дзен естетиката, която доминира във всички изящни изкуства в Япония от XII век до XIX век, има седем основни характеристики и това са асиметрия, простота, строга възвишеност, естественост, ефирна дълбочина, дълбока резервираност, свобода от привързаност и тишина.
В Китай от времето на династията Тан (618 – 907), Сун (960 – 1271) и Юен (1279 – 1368) съществува културният комплекс на Чан будизма, чиято естетика бива пренесена в Япония, въздигната и усъвършенствана в изящество и изтънченост.